# Henk Timmer
Henk Timmer (Hierden, Harderwijk, 3 de diciembre de 1971) es un exfutbolista neerlandés que jugaba como portero.

## Selección nacional
Timmer no consiguió debutar con la selección nacional hasta el año 2005 y llegó a disputar 7 encuentros. 

### Participaciones en Eurocopas
| Eurocopa      | Sede            | Resultado        |
| ------------- | --------------- | ---------------- |
| Eurocopa 2008 | Austria y Suiza | Cuartos de final |

## Clubes
| Temporada | Equipo     | Competición    | Partidos | Goles |
| --------- | ---------- | -------------- | -------- | ----- |
| 1989/90   | PEC Zwolle | Eerste Divisie | 1        | 0     |
| 1990/91   | FC Zwolle  | Eerste Divisie | 0        | 0     |
| 1991/92   | FC Zwolle  | Eerste Divisie | 16       | 0     |
| 1992/93   | FC Zwolle  | Eerste Divisie | 33       | 0     |
| 1993/94   | FC Zwolle  | Eerste Divisie | 34       | 0     |
| 1994/95   | FC Zwolle  | Eerste Divisie | 34       | 0     |
| 1995/96   | FC Zwolle  | Eerste Divisie | 33       | 0     |
| 1996/97   | FC Zwolle  | Eerste Divisie | 34       | 0     |
| 1997/98   | FC Zwolle  | Eerste Divisie | 32       | 0     |
| 1998/99   | FC Zwolle  | Eerste Divisie | 34       | 0     |
| 1999/00   | FC Zwolle  | Eerste Divisie | 34       | 0     |
| 2000/01   | AZ         | Eredivisie     | 30       | 0     |
| 2001/02   | Feyenoord  | Eredivisie     | 2        | 0     |
| 2002/03   | Ajax       | Eredivisie     | 2        | 0     |
| 2003/04   | AZ         | Eredivisie     | 34       | 0     |
| 2004/05   | AZ         | Eredivisie     | 34       | 0     |
| 2005/06   | AZ         | Eredivisie     | 32       | 0     |
| 2006/07   | Feyenoord  | Eredivisie     | 32       | 0     |
|           |            | Total          | 451      | 0     |

## Palmarés

### Títulos nacionales
| Título                   | Club      | País         | Año  |
| ------------------------ | --------- | ------------ | ---- |
| Copa de los Países Bajos | Feyenoord | Países Bajos | 2008 |

### Títulos internacionales
| Título          | Club      | País         | Año  |
| --------------- | --------- | ------------ | ---- |
| Copa de la UEFA | Feyenoord | Países Bajos | 2002 |